# Ruggero Cobelli
Ruggero (de) Cobelli (n. 5 aprilie 1838, Rovereto, Trentino-Tirolul de Sud, Italia – d. 5 septembrie 1921, Rovereto, Trentino-Tirolul de Sud, Italia) a fost un entomolog italian care s-a specializat în Ortoptere Hemiptera și Himenoptere.
Născut în Rovereto ca și fratele lui Giovanni Cobelli, Ruggero Cobelli a fost un medic. Colecția sa de Himenoptere, Ortoptere și Cicadidae se află la Museo Civico Rovereto.